# Nicolas Jacques Pelletier
Nicolas Jacques Pelletier (c. 1756 – Hôtel de Ville, 25 de abril de 1792) foi um ladrão de estradas francês que foi a primeira pessoa a ser executada por meio da guilhotina.

## O roubo e a sentença posterior
Pelletier rotineiramente associado a um grupo de criminosos conhecidos. Na noite de 14 de outubro de 1791, com vários cúmplices desconhecidos, ele atacou um pedestre na rue Bourbon-Villeneuve, em Paris, e roubou sua carteira e vários títulos financeiros. Durante o roubo ele também matou o homem, embora isso seja contestado em literatura posterior como possivelmente tendo sido apenas um assalto e roubo ou também um assalto, roubo e estupro. Ele foi preso e acusado naquela mesma noite, pois os gritos de socorro alertaram a cidade e um guarda próximo prendeu Pelletier. O juiz Jacob Augustin Moreau, o juiz distrital de Sens, foi ouvir o caso.
Um conselheiro legal foi dado a Pelletier, mas apesar de seus esforços e pedidos por uma audiência mais justa, o juiz ordenou uma sentença de morte para 31 de dezembro de 1791. Em 24 de dezembro de 1791, o Segundo Tribunal Criminal confirmou a sentença do juiz Moreau. A execução foi suspensa, no entanto, após a Assembleia Nacional ter declarado decapitação o único método legal de pena capital. Pelletier ficou preso por mais de três meses quando a guilhotina foi construída em Estrasburgo, sob a direção do cirurgião Antoine Louison, a um custo de trinta e oito libras. Enquanto isso, o carrasco público Charles Henri Sanson testou a máquina em cadáveres no Hospital Bicêtre. Sanson preferiu a guilhotina sobre a antiga decapitação por espada, como o último lembrou dos privilégios anteriores da nobreza que os revolucionários tinham trabalhado para eliminar. Em 24 de janeiro de 1792, um terceiro tribunal criminal confirmou a execução.
A execução foi adiada devido ao debate em curso sobre o método legal de execução. Finalmente, a Assembléia Nacional decretou, em 23 de março de 1792, a favor da guilhotina.

## Dia da execução
A guilhotina foi colocada em cima de um tablado em frente ao Hôtel de Ville, na Place de Grève, onde ocorreram execuções públicas durante o reinado do rei Luís XV. Pierre Louis Roederer, pensando que um grande número de pessoas passaria pela primeira execução pública da guilhotina, achou que poderia haver dificuldade em preservar a ordem. Ele escreveu ao General Lafayette para pedir que os guardas nacionais garantissem que o evento acontecesse sem problemas.
A execução ocorreu às 3:30 da tarde. Pelletier foi levado ao tablado usando uma camisa vermelha. A grande multidão prevista por Roederer já estava lá esperando, ansiosa para ver a invenção em ação. A guilhotina, que também era vermelha, já havia sido totalmente preparada, e Sanson se moveu rapidamente. Em poucos segundos, a guilhotina e Pelletier foram posicionados corretamente, e Pelletier foi imediatamente decapitado.
A multidão, no entanto, estava insatisfeita com a guilhotina. Eles sentiram que era muito rápido e "clinicamente eficaz" para fornecer entretenimento adequado, em comparação com os métodos de execução anteriores, como enforcamento, morte por espada ou roda de despedaçamento. O público até gritou: "Traga de volta nossa forca de madeira!"

## Após o acontecimento
Pelletier foi apenas a primeira pessoa a ser executada pela guilhotina. Após o estabelecimento do Tribunal Revolucionário em 10 de agosto, a guilhotina mudou-se para o Palácio das Tulherias. As execuções foram realizadas na Place du Carrousel, antes do palácio ou da Place de la Révolution, além de seu jardim. O Tribunal Revolucionário executou apenas 28 pessoas; a grande maioria era por crimes violentos como o de Pelletier, ao contrário do subsequente Período do Terror.